# Raviluoto
Raviluoto är en ö i Finland. Den ligger i sjön Saimen och i kommunerna Puumala och Savitaipale och landskapen  Södra Savolax och Södra Karelen, i den södra delen av landet, 200 km nordost om huvudstaden Helsingfors. Öns area är 0,5 hektar och dess största längd är 150 meter i sydväst-nordöstlig riktning.